# Ellen Gilbert
Ellen Gilbert, née Ellen Strong et mentionnée dans les sources d'époque comme Mrs John W. Gilbert, est une joueuse d'échecs américaine née le 30 avril 1837  à Leverett (Massachusetts) et morte le 12 février 1900 à Hartford (Connecticut). Elle est connue comme la première joueuse majeure de l'histoire des échecs et pour avoir battu le joueur américano-anglais George Gossip dans un match par correspondance en quatre parties disputé en 1879. Gossip était réputé comme un très fort joueur par correspondance et avait remporté le tournoi de 1873-1874 du Chess Player's Chronicle. Ellen Gilbert fut surnommée « la Reine des échecs » et des problèmes d'échecs furent composés en son honneur. 

## Biographie
Née d'un père médecin, elle reçoit une éducation poussée et s'installe dans la ville de Hartford où elle est un temps enseignante avant son mariage avec l'architecte John W. Gilbert, également passionné d'échecs. Le couple fonde un club d'échecs ouvert tant aux femmes qu'aux hommes. 
|   | a | b | c | d | e | f | g | h |   |
| 8 | Pion noir sur case noire c7 · Fou noir sur case blanche c6 · Fou blanc sur case noire f6 · Pion noir sur case blanche g6 · Pion noir sur case noire h6 · Pion blanc sur case noire c5 · Pion noir sur case blanche a4 · Roi blanc sur case noire b4 · Pion blanc sur case blanche e4 · Roi noir sur case blanche g4 · Pion blanc sur case noire h4 · Pion noir sur case blanche b3 · Pion blanc sur case noire b2 | Pion noir sur case noire c7 · Fou noir sur case blanche c6 · Fou blanc sur case noire f6 · Pion noir sur case blanche g6 · Pion noir sur case noire h6 · Pion blanc sur case noire c5 · Pion noir sur case blanche a4 · Roi blanc sur case noire b4 · Pion blanc sur case blanche e4 · Roi noir sur case blanche g4 · Pion blanc sur case noire h4 · Pion noir sur case blanche b3 · Pion blanc sur case noire b2 | Pion noir sur case noire c7 · Fou noir sur case blanche c6 · Fou blanc sur case noire f6 · Pion noir sur case blanche g6 · Pion noir sur case noire h6 · Pion blanc sur case noire c5 · Pion noir sur case blanche a4 · Roi blanc sur case noire b4 · Pion blanc sur case blanche e4 · Roi noir sur case blanche g4 · Pion blanc sur case noire h4 · Pion noir sur case blanche b3 · Pion blanc sur case noire b2 | Pion noir sur case noire c7 · Fou noir sur case blanche c6 · Fou blanc sur case noire f6 · Pion noir sur case blanche g6 · Pion noir sur case noire h6 · Pion blanc sur case noire c5 · Pion noir sur case blanche a4 · Roi blanc sur case noire b4 · Pion blanc sur case blanche e4 · Roi noir sur case blanche g4 · Pion blanc sur case noire h4 · Pion noir sur case blanche b3 · Pion blanc sur case noire b2 | Pion noir sur case noire c7 · Fou noir sur case blanche c6 · Fou blanc sur case noire f6 · Pion noir sur case blanche g6 · Pion noir sur case noire h6 · Pion blanc sur case noire c5 · Pion noir sur case blanche a4 · Roi blanc sur case noire b4 · Pion blanc sur case blanche e4 · Roi noir sur case blanche g4 · Pion blanc sur case noire h4 · Pion noir sur case blanche b3 · Pion blanc sur case noire b2 | Pion noir sur case noire c7 · Fou noir sur case blanche c6 · Fou blanc sur case noire f6 · Pion noir sur case blanche g6 · Pion noir sur case noire h6 · Pion blanc sur case noire c5 · Pion noir sur case blanche a4 · Roi blanc sur case noire b4 · Pion blanc sur case blanche e4 · Roi noir sur case blanche g4 · Pion blanc sur case noire h4 · Pion noir sur case blanche b3 · Pion blanc sur case noire b2 | Pion noir sur case noire c7 · Fou noir sur case blanche c6 · Fou blanc sur case noire f6 · Pion noir sur case blanche g6 · Pion noir sur case noire h6 · Pion blanc sur case noire c5 · Pion noir sur case blanche a4 · Roi blanc sur case noire b4 · Pion blanc sur case blanche e4 · Roi noir sur case blanche g4 · Pion blanc sur case noire h4 · Pion noir sur case blanche b3 · Pion blanc sur case noire b2 | Pion noir sur case noire c7 · Fou noir sur case blanche c6 · Fou blanc sur case noire f6 · Pion noir sur case blanche g6 · Pion noir sur case noire h6 · Pion blanc sur case noire c5 · Pion noir sur case blanche a4 · Roi blanc sur case noire b4 · Pion blanc sur case blanche e4 · Roi noir sur case blanche g4 · Pion blanc sur case noire h4 · Pion noir sur case blanche b3 · Pion blanc sur case noire b2 | 8 |
| 7 | Pion noir sur case noire c7 · Fou noir sur case blanche c6 · Fou blanc sur case noire f6 · Pion noir sur case blanche g6 · Pion noir sur case noire h6 · Pion blanc sur case noire c5 · Pion noir sur case blanche a4 · Roi blanc sur case noire b4 · Pion blanc sur case blanche e4 · Roi noir sur case blanche g4 · Pion blanc sur case noire h4 · Pion noir sur case blanche b3 · Pion blanc sur case noire b2 | Pion noir sur case noire c7 · Fou noir sur case blanche c6 · Fou blanc sur case noire f6 · Pion noir sur case blanche g6 · Pion noir sur case noire h6 · Pion blanc sur case noire c5 · Pion noir sur case blanche a4 · Roi blanc sur case noire b4 · Pion blanc sur case blanche e4 · Roi noir sur case blanche g4 · Pion blanc sur case noire h4 · Pion noir sur case blanche b3 · Pion blanc sur case noire b2 | Pion noir sur case noire c7 · Fou noir sur case blanche c6 · Fou blanc sur case noire f6 · Pion noir sur case blanche g6 · Pion noir sur case noire h6 · Pion blanc sur case noire c5 · Pion noir sur case blanche a4 · Roi blanc sur case noire b4 · Pion blanc sur case blanche e4 · Roi noir sur case blanche g4 · Pion blanc sur case noire h4 · Pion noir sur case blanche b3 · Pion blanc sur case noire b2 | Pion noir sur case noire c7 · Fou noir sur case blanche c6 · Fou blanc sur case noire f6 · Pion noir sur case blanche g6 · Pion noir sur case noire h6 · Pion blanc sur case noire c5 · Pion noir sur case blanche a4 · Roi blanc sur case noire b4 · Pion blanc sur case blanche e4 · Roi noir sur case blanche g4 · Pion blanc sur case noire h4 · Pion noir sur case blanche b3 · Pion blanc sur case noire b2 | Pion noir sur case noire c7 · Fou noir sur case blanche c6 · Fou blanc sur case noire f6 · Pion noir sur case blanche g6 · Pion noir sur case noire h6 · Pion blanc sur case noire c5 · Pion noir sur case blanche a4 · Roi blanc sur case noire b4 · Pion blanc sur case blanche e4 · Roi noir sur case blanche g4 · Pion blanc sur case noire h4 · Pion noir sur case blanche b3 · Pion blanc sur case noire b2 | Pion noir sur case noire c7 · Fou noir sur case blanche c6 · Fou blanc sur case noire f6 · Pion noir sur case blanche g6 · Pion noir sur case noire h6 · Pion blanc sur case noire c5 · Pion noir sur case blanche a4 · Roi blanc sur case noire b4 · Pion blanc sur case blanche e4 · Roi noir sur case blanche g4 · Pion blanc sur case noire h4 · Pion noir sur case blanche b3 · Pion blanc sur case noire b2 | Pion noir sur case noire c7 · Fou noir sur case blanche c6 · Fou blanc sur case noire f6 · Pion noir sur case blanche g6 · Pion noir sur case noire h6 · Pion blanc sur case noire c5 · Pion noir sur case blanche a4 · Roi blanc sur case noire b4 · Pion blanc sur case blanche e4 · Roi noir sur case blanche g4 · Pion blanc sur case noire h4 · Pion noir sur case blanche b3 · Pion blanc sur case noire b2 | Pion noir sur case noire c7 · Fou noir sur case blanche c6 · Fou blanc sur case noire f6 · Pion noir sur case blanche g6 · Pion noir sur case noire h6 · Pion blanc sur case noire c5 · Pion noir sur case blanche a4 · Roi blanc sur case noire b4 · Pion blanc sur case blanche e4 · Roi noir sur case blanche g4 · Pion blanc sur case noire h4 · Pion noir sur case blanche b3 · Pion blanc sur case noire b2 | 7 |
| 6 | Pion noir sur case noire c7 · Fou noir sur case blanche c6 · Fou blanc sur case noire f6 · Pion noir sur case blanche g6 · Pion noir sur case noire h6 · Pion blanc sur case noire c5 · Pion noir sur case blanche a4 · Roi blanc sur case noire b4 · Pion blanc sur case blanche e4 · Roi noir sur case blanche g4 · Pion blanc sur case noire h4 · Pion noir sur case blanche b3 · Pion blanc sur case noire b2 | Pion noir sur case noire c7 · Fou noir sur case blanche c6 · Fou blanc sur case noire f6 · Pion noir sur case blanche g6 · Pion noir sur case noire h6 · Pion blanc sur case noire c5 · Pion noir sur case blanche a4 · Roi blanc sur case noire b4 · Pion blanc sur case blanche e4 · Roi noir sur case blanche g4 · Pion blanc sur case noire h4 · Pion noir sur case blanche b3 · Pion blanc sur case noire b2 | Pion noir sur case noire c7 · Fou noir sur case blanche c6 · Fou blanc sur case noire f6 · Pion noir sur case blanche g6 · Pion noir sur case noire h6 · Pion blanc sur case noire c5 · Pion noir sur case blanche a4 · Roi blanc sur case noire b4 · Pion blanc sur case blanche e4 · Roi noir sur case blanche g4 · Pion blanc sur case noire h4 · Pion noir sur case blanche b3 · Pion blanc sur case noire b2 | Pion noir sur case noire c7 · Fou noir sur case blanche c6 · Fou blanc sur case noire f6 · Pion noir sur case blanche g6 · Pion noir sur case noire h6 · Pion blanc sur case noire c5 · Pion noir sur case blanche a4 · Roi blanc sur case noire b4 · Pion blanc sur case blanche e4 · Roi noir sur case blanche g4 · Pion blanc sur case noire h4 · Pion noir sur case blanche b3 · Pion blanc sur case noire b2 | Pion noir sur case noire c7 · Fou noir sur case blanche c6 · Fou blanc sur case noire f6 · Pion noir sur case blanche g6 · Pion noir sur case noire h6 · Pion blanc sur case noire c5 · Pion noir sur case blanche a4 · Roi blanc sur case noire b4 · Pion blanc sur case blanche e4 · Roi noir sur case blanche g4 · Pion blanc sur case noire h4 · Pion noir sur case blanche b3 · Pion blanc sur case noire b2 | Pion noir sur case noire c7 · Fou noir sur case blanche c6 · Fou blanc sur case noire f6 · Pion noir sur case blanche g6 · Pion noir sur case noire h6 · Pion blanc sur case noire c5 · Pion noir sur case blanche a4 · Roi blanc sur case noire b4 · Pion blanc sur case blanche e4 · Roi noir sur case blanche g4 · Pion blanc sur case noire h4 · Pion noir sur case blanche b3 · Pion blanc sur case noire b2 | Pion noir sur case noire c7 · Fou noir sur case blanche c6 · Fou blanc sur case noire f6 · Pion noir sur case blanche g6 · Pion noir sur case noire h6 · Pion blanc sur case noire c5 · Pion noir sur case blanche a4 · Roi blanc sur case noire b4 · Pion blanc sur case blanche e4 · Roi noir sur case blanche g4 · Pion blanc sur case noire h4 · Pion noir sur case blanche b3 · Pion blanc sur case noire b2 | Pion noir sur case noire c7 · Fou noir sur case blanche c6 · Fou blanc sur case noire f6 · Pion noir sur case blanche g6 · Pion noir sur case noire h6 · Pion blanc sur case noire c5 · Pion noir sur case blanche a4 · Roi blanc sur case noire b4 · Pion blanc sur case blanche e4 · Roi noir sur case blanche g4 · Pion blanc sur case noire h4 · Pion noir sur case blanche b3 · Pion blanc sur case noire b2 | 6 |
| 5 | Pion noir sur case noire c7 · Fou noir sur case blanche c6 · Fou blanc sur case noire f6 · Pion noir sur case blanche g6 · Pion noir sur case noire h6 · Pion blanc sur case noire c5 · Pion noir sur case blanche a4 · Roi blanc sur case noire b4 · Pion blanc sur case blanche e4 · Roi noir sur case blanche g4 · Pion blanc sur case noire h4 · Pion noir sur case blanche b3 · Pion blanc sur case noire b2 | Pion noir sur case noire c7 · Fou noir sur case blanche c6 · Fou blanc sur case noire f6 · Pion noir sur case blanche g6 · Pion noir sur case noire h6 · Pion blanc sur case noire c5 · Pion noir sur case blanche a4 · Roi blanc sur case noire b4 · Pion blanc sur case blanche e4 · Roi noir sur case blanche g4 · Pion blanc sur case noire h4 · Pion noir sur case blanche b3 · Pion blanc sur case noire b2 | Pion noir sur case noire c7 · Fou noir sur case blanche c6 · Fou blanc sur case noire f6 · Pion noir sur case blanche g6 · Pion noir sur case noire h6 · Pion blanc sur case noire c5 · Pion noir sur case blanche a4 · Roi blanc sur case noire b4 · Pion blanc sur case blanche e4 · Roi noir sur case blanche g4 · Pion blanc sur case noire h4 · Pion noir sur case blanche b3 · Pion blanc sur case noire b2 | Pion noir sur case noire c7 · Fou noir sur case blanche c6 · Fou blanc sur case noire f6 · Pion noir sur case blanche g6 · Pion noir sur case noire h6 · Pion blanc sur case noire c5 · Pion noir sur case blanche a4 · Roi blanc sur case noire b4 · Pion blanc sur case blanche e4 · Roi noir sur case blanche g4 · Pion blanc sur case noire h4 · Pion noir sur case blanche b3 · Pion blanc sur case noire b2 | Pion noir sur case noire c7 · Fou noir sur case blanche c6 · Fou blanc sur case noire f6 · Pion noir sur case blanche g6 · Pion noir sur case noire h6 · Pion blanc sur case noire c5 · Pion noir sur case blanche a4 · Roi blanc sur case noire b4 · Pion blanc sur case blanche e4 · Roi noir sur case blanche g4 · Pion blanc sur case noire h4 · Pion noir sur case blanche b3 · Pion blanc sur case noire b2 | Pion noir sur case noire c7 · Fou noir sur case blanche c6 · Fou blanc sur case noire f6 · Pion noir sur case blanche g6 · Pion noir sur case noire h6 · Pion blanc sur case noire c5 · Pion noir sur case blanche a4 · Roi blanc sur case noire b4 · Pion blanc sur case blanche e4 · Roi noir sur case blanche g4 · Pion blanc sur case noire h4 · Pion noir sur case blanche b3 · Pion blanc sur case noire b2 | Pion noir sur case noire c7 · Fou noir sur case blanche c6 · Fou blanc sur case noire f6 · Pion noir sur case blanche g6 · Pion noir sur case noire h6 · Pion blanc sur case noire c5 · Pion noir sur case blanche a4 · Roi blanc sur case noire b4 · Pion blanc sur case blanche e4 · Roi noir sur case blanche g4 · Pion blanc sur case noire h4 · Pion noir sur case blanche b3 · Pion blanc sur case noire b2 | Pion noir sur case noire c7 · Fou noir sur case blanche c6 · Fou blanc sur case noire f6 · Pion noir sur case blanche g6 · Pion noir sur case noire h6 · Pion blanc sur case noire c5 · Pion noir sur case blanche a4 · Roi blanc sur case noire b4 · Pion blanc sur case blanche e4 · Roi noir sur case blanche g4 · Pion blanc sur case noire h4 · Pion noir sur case blanche b3 · Pion blanc sur case noire b2 | 5 |
| 4 | Pion noir sur case noire c7 · Fou noir sur case blanche c6 · Fou blanc sur case noire f6 · Pion noir sur case blanche g6 · Pion noir sur case noire h6 · Pion blanc sur case noire c5 · Pion noir sur case blanche a4 · Roi blanc sur case noire b4 · Pion blanc sur case blanche e4 · Roi noir sur case blanche g4 · Pion blanc sur case noire h4 · Pion noir sur case blanche b3 · Pion blanc sur case noire b2 | Pion noir sur case noire c7 · Fou noir sur case blanche c6 · Fou blanc sur case noire f6 · Pion noir sur case blanche g6 · Pion noir sur case noire h6 · Pion blanc sur case noire c5 · Pion noir sur case blanche a4 · Roi blanc sur case noire b4 · Pion blanc sur case blanche e4 · Roi noir sur case blanche g4 · Pion blanc sur case noire h4 · Pion noir sur case blanche b3 · Pion blanc sur case noire b2 | Pion noir sur case noire c7 · Fou noir sur case blanche c6 · Fou blanc sur case noire f6 · Pion noir sur case blanche g6 · Pion noir sur case noire h6 · Pion blanc sur case noire c5 · Pion noir sur case blanche a4 · Roi blanc sur case noire b4 · Pion blanc sur case blanche e4 · Roi noir sur case blanche g4 · Pion blanc sur case noire h4 · Pion noir sur case blanche b3 · Pion blanc sur case noire b2 | Pion noir sur case noire c7 · Fou noir sur case blanche c6 · Fou blanc sur case noire f6 · Pion noir sur case blanche g6 · Pion noir sur case noire h6 · Pion blanc sur case noire c5 · Pion noir sur case blanche a4 · Roi blanc sur case noire b4 · Pion blanc sur case blanche e4 · Roi noir sur case blanche g4 · Pion blanc sur case noire h4 · Pion noir sur case blanche b3 · Pion blanc sur case noire b2 | Pion noir sur case noire c7 · Fou noir sur case blanche c6 · Fou blanc sur case noire f6 · Pion noir sur case blanche g6 · Pion noir sur case noire h6 · Pion blanc sur case noire c5 · Pion noir sur case blanche a4 · Roi blanc sur case noire b4 · Pion blanc sur case blanche e4 · Roi noir sur case blanche g4 · Pion blanc sur case noire h4 · Pion noir sur case blanche b3 · Pion blanc sur case noire b2 | Pion noir sur case noire c7 · Fou noir sur case blanche c6 · Fou blanc sur case noire f6 · Pion noir sur case blanche g6 · Pion noir sur case noire h6 · Pion blanc sur case noire c5 · Pion noir sur case blanche a4 · Roi blanc sur case noire b4 · Pion blanc sur case blanche e4 · Roi noir sur case blanche g4 · Pion blanc sur case noire h4 · Pion noir sur case blanche b3 · Pion blanc sur case noire b2 | Pion noir sur case noire c7 · Fou noir sur case blanche c6 · Fou blanc sur case noire f6 · Pion noir sur case blanche g6 · Pion noir sur case noire h6 · Pion blanc sur case noire c5 · Pion noir sur case blanche a4 · Roi blanc sur case noire b4 · Pion blanc sur case blanche e4 · Roi noir sur case blanche g4 · Pion blanc sur case noire h4 · Pion noir sur case blanche b3 · Pion blanc sur case noire b2 | Pion noir sur case noire c7 · Fou noir sur case blanche c6 · Fou blanc sur case noire f6 · Pion noir sur case blanche g6 · Pion noir sur case noire h6 · Pion blanc sur case noire c5 · Pion noir sur case blanche a4 · Roi blanc sur case noire b4 · Pion blanc sur case blanche e4 · Roi noir sur case blanche g4 · Pion blanc sur case noire h4 · Pion noir sur case blanche b3 · Pion blanc sur case noire b2 | 4 |
| 3 | Pion noir sur case noire c7 · Fou noir sur case blanche c6 · Fou blanc sur case noire f6 · Pion noir sur case blanche g6 · Pion noir sur case noire h6 · Pion blanc sur case noire c5 · Pion noir sur case blanche a4 · Roi blanc sur case noire b4 · Pion blanc sur case blanche e4 · Roi noir sur case blanche g4 · Pion blanc sur case noire h4 · Pion noir sur case blanche b3 · Pion blanc sur case noire b2 | Pion noir sur case noire c7 · Fou noir sur case blanche c6 · Fou blanc sur case noire f6 · Pion noir sur case blanche g6 · Pion noir sur case noire h6 · Pion blanc sur case noire c5 · Pion noir sur case blanche a4 · Roi blanc sur case noire b4 · Pion blanc sur case blanche e4 · Roi noir sur case blanche g4 · Pion blanc sur case noire h4 · Pion noir sur case blanche b3 · Pion blanc sur case noire b2 | Pion noir sur case noire c7 · Fou noir sur case blanche c6 · Fou blanc sur case noire f6 · Pion noir sur case blanche g6 · Pion noir sur case noire h6 · Pion blanc sur case noire c5 · Pion noir sur case blanche a4 · Roi blanc sur case noire b4 · Pion blanc sur case blanche e4 · Roi noir sur case blanche g4 · Pion blanc sur case noire h4 · Pion noir sur case blanche b3 · Pion blanc sur case noire b2 | Pion noir sur case noire c7 · Fou noir sur case blanche c6 · Fou blanc sur case noire f6 · Pion noir sur case blanche g6 · Pion noir sur case noire h6 · Pion blanc sur case noire c5 · Pion noir sur case blanche a4 · Roi blanc sur case noire b4 · Pion blanc sur case blanche e4 · Roi noir sur case blanche g4 · Pion blanc sur case noire h4 · Pion noir sur case blanche b3 · Pion blanc sur case noire b2 | Pion noir sur case noire c7 · Fou noir sur case blanche c6 · Fou blanc sur case noire f6 · Pion noir sur case blanche g6 · Pion noir sur case noire h6 · Pion blanc sur case noire c5 · Pion noir sur case blanche a4 · Roi blanc sur case noire b4 · Pion blanc sur case blanche e4 · Roi noir sur case blanche g4 · Pion blanc sur case noire h4 · Pion noir sur case blanche b3 · Pion blanc sur case noire b2 | Pion noir sur case noire c7 · Fou noir sur case blanche c6 · Fou blanc sur case noire f6 · Pion noir sur case blanche g6 · Pion noir sur case noire h6 · Pion blanc sur case noire c5 · Pion noir sur case blanche a4 · Roi blanc sur case noire b4 · Pion blanc sur case blanche e4 · Roi noir sur case blanche g4 · Pion blanc sur case noire h4 · Pion noir sur case blanche b3 · Pion blanc sur case noire b2 | Pion noir sur case noire c7 · Fou noir sur case blanche c6 · Fou blanc sur case noire f6 · Pion noir sur case blanche g6 · Pion noir sur case noire h6 · Pion blanc sur case noire c5 · Pion noir sur case blanche a4 · Roi blanc sur case noire b4 · Pion blanc sur case blanche e4 · Roi noir sur case blanche g4 · Pion blanc sur case noire h4 · Pion noir sur case blanche b3 · Pion blanc sur case noire b2 | Pion noir sur case noire c7 · Fou noir sur case blanche c6 · Fou blanc sur case noire f6 · Pion noir sur case blanche g6 · Pion noir sur case noire h6 · Pion blanc sur case noire c5 · Pion noir sur case blanche a4 · Roi blanc sur case noire b4 · Pion blanc sur case blanche e4 · Roi noir sur case blanche g4 · Pion blanc sur case noire h4 · Pion noir sur case blanche b3 · Pion blanc sur case noire b2 | 3 |
| 2 | Pion noir sur case noire c7 · Fou noir sur case blanche c6 · Fou blanc sur case noire f6 · Pion noir sur case blanche g6 · Pion noir sur case noire h6 · Pion blanc sur case noire c5 · Pion noir sur case blanche a4 · Roi blanc sur case noire b4 · Pion blanc sur case blanche e4 · Roi noir sur case blanche g4 · Pion blanc sur case noire h4 · Pion noir sur case blanche b3 · Pion blanc sur case noire b2 | Pion noir sur case noire c7 · Fou noir sur case blanche c6 · Fou blanc sur case noire f6 · Pion noir sur case blanche g6 · Pion noir sur case noire h6 · Pion blanc sur case noire c5 · Pion noir sur case blanche a4 · Roi blanc sur case noire b4 · Pion blanc sur case blanche e4 · Roi noir sur case blanche g4 · Pion blanc sur case noire h4 · Pion noir sur case blanche b3 · Pion blanc sur case noire b2 | Pion noir sur case noire c7 · Fou noir sur case blanche c6 · Fou blanc sur case noire f6 · Pion noir sur case blanche g6 · Pion noir sur case noire h6 · Pion blanc sur case noire c5 · Pion noir sur case blanche a4 · Roi blanc sur case noire b4 · Pion blanc sur case blanche e4 · Roi noir sur case blanche g4 · Pion blanc sur case noire h4 · Pion noir sur case blanche b3 · Pion blanc sur case noire b2 | Pion noir sur case noire c7 · Fou noir sur case blanche c6 · Fou blanc sur case noire f6 · Pion noir sur case blanche g6 · Pion noir sur case noire h6 · Pion blanc sur case noire c5 · Pion noir sur case blanche a4 · Roi blanc sur case noire b4 · Pion blanc sur case blanche e4 · Roi noir sur case blanche g4 · Pion blanc sur case noire h4 · Pion noir sur case blanche b3 · Pion blanc sur case noire b2 | Pion noir sur case noire c7 · Fou noir sur case blanche c6 · Fou blanc sur case noire f6 · Pion noir sur case blanche g6 · Pion noir sur case noire h6 · Pion blanc sur case noire c5 · Pion noir sur case blanche a4 · Roi blanc sur case noire b4 · Pion blanc sur case blanche e4 · Roi noir sur case blanche g4 · Pion blanc sur case noire h4 · Pion noir sur case blanche b3 · Pion blanc sur case noire b2 | Pion noir sur case noire c7 · Fou noir sur case blanche c6 · Fou blanc sur case noire f6 · Pion noir sur case blanche g6 · Pion noir sur case noire h6 · Pion blanc sur case noire c5 · Pion noir sur case blanche a4 · Roi blanc sur case noire b4 · Pion blanc sur case blanche e4 · Roi noir sur case blanche g4 · Pion blanc sur case noire h4 · Pion noir sur case blanche b3 · Pion blanc sur case noire b2 | Pion noir sur case noire c7 · Fou noir sur case blanche c6 · Fou blanc sur case noire f6 · Pion noir sur case blanche g6 · Pion noir sur case noire h6 · Pion blanc sur case noire c5 · Pion noir sur case blanche a4 · Roi blanc sur case noire b4 · Pion blanc sur case blanche e4 · Roi noir sur case blanche g4 · Pion blanc sur case noire h4 · Pion noir sur case blanche b3 · Pion blanc sur case noire b2 | Pion noir sur case noire c7 · Fou noir sur case blanche c6 · Fou blanc sur case noire f6 · Pion noir sur case blanche g6 · Pion noir sur case noire h6 · Pion blanc sur case noire c5 · Pion noir sur case blanche a4 · Roi blanc sur case noire b4 · Pion blanc sur case blanche e4 · Roi noir sur case blanche g4 · Pion blanc sur case noire h4 · Pion noir sur case blanche b3 · Pion blanc sur case noire b2 | 2 |
| 1 | Pion noir sur case noire c7 · Fou noir sur case blanche c6 · Fou blanc sur case noire f6 · Pion noir sur case blanche g6 · Pion noir sur case noire h6 · Pion blanc sur case noire c5 · Pion noir sur case blanche a4 · Roi blanc sur case noire b4 · Pion blanc sur case blanche e4 · Roi noir sur case blanche g4 · Pion blanc sur case noire h4 · Pion noir sur case blanche b3 · Pion blanc sur case noire b2 | Pion noir sur case noire c7 · Fou noir sur case blanche c6 · Fou blanc sur case noire f6 · Pion noir sur case blanche g6 · Pion noir sur case noire h6 · Pion blanc sur case noire c5 · Pion noir sur case blanche a4 · Roi blanc sur case noire b4 · Pion blanc sur case blanche e4 · Roi noir sur case blanche g4 · Pion blanc sur case noire h4 · Pion noir sur case blanche b3 · Pion blanc sur case noire b2 | Pion noir sur case noire c7 · Fou noir sur case blanche c6 · Fou blanc sur case noire f6 · Pion noir sur case blanche g6 · Pion noir sur case noire h6 · Pion blanc sur case noire c5 · Pion noir sur case blanche a4 · Roi blanc sur case noire b4 · Pion blanc sur case blanche e4 · Roi noir sur case blanche g4 · Pion blanc sur case noire h4 · Pion noir sur case blanche b3 · Pion blanc sur case noire b2 | Pion noir sur case noire c7 · Fou noir sur case blanche c6 · Fou blanc sur case noire f6 · Pion noir sur case blanche g6 · Pion noir sur case noire h6 · Pion blanc sur case noire c5 · Pion noir sur case blanche a4 · Roi blanc sur case noire b4 · Pion blanc sur case blanche e4 · Roi noir sur case blanche g4 · Pion blanc sur case noire h4 · Pion noir sur case blanche b3 · Pion blanc sur case noire b2 | Pion noir sur case noire c7 · Fou noir sur case blanche c6 · Fou blanc sur case noire f6 · Pion noir sur case blanche g6 · Pion noir sur case noire h6 · Pion blanc sur case noire c5 · Pion noir sur case blanche a4 · Roi blanc sur case noire b4 · Pion blanc sur case blanche e4 · Roi noir sur case blanche g4 · Pion blanc sur case noire h4 · Pion noir sur case blanche b3 · Pion blanc sur case noire b2 | Pion noir sur case noire c7 · Fou noir sur case blanche c6 · Fou blanc sur case noire f6 · Pion noir sur case blanche g6 · Pion noir sur case noire h6 · Pion blanc sur case noire c5 · Pion noir sur case blanche a4 · Roi blanc sur case noire b4 · Pion blanc sur case blanche e4 · Roi noir sur case blanche g4 · Pion blanc sur case noire h4 · Pion noir sur case blanche b3 · Pion blanc sur case noire b2 | Pion noir sur case noire c7 · Fou noir sur case blanche c6 · Fou blanc sur case noire f6 · Pion noir sur case blanche g6 · Pion noir sur case noire h6 · Pion blanc sur case noire c5 · Pion noir sur case blanche a4 · Roi blanc sur case noire b4 · Pion blanc sur case blanche e4 · Roi noir sur case blanche g4 · Pion blanc sur case noire h4 · Pion noir sur case blanche b3 · Pion blanc sur case noire b2 | Pion noir sur case noire c7 · Fou noir sur case blanche c6 · Fou blanc sur case noire f6 · Pion noir sur case blanche g6 · Pion noir sur case noire h6 · Pion blanc sur case noire c5 · Pion noir sur case blanche a4 · Roi blanc sur case noire b4 · Pion blanc sur case blanche e4 · Roi noir sur case blanche g4 · Pion blanc sur case noire h4 · Pion noir sur case blanche b3 · Pion blanc sur case noire b2 | 1 |
|   | a | b | c | d | e | f | g | h |   |

Ellen Gilbert est l'une des premières femmes connues pour avoir joué aux échecs à l'aveugle; elle est considérée comme la plus brillante joueuse d'échecs de son temps et est connue internationalement pour ses performances en jeu par correspondance. Elle est connue pour avoir plusieurs fois annoncé des mats en plus de quinze coups, et jusqu'à trente-cinq coups à l'avance lors de ses matchs par correspondance, lesquelles annonces ont été pour la plupart confirmées par une analyse ultérieure, notamment informatique. 
En jeu face à face, elle faisait jeu égal avec le champion du Connecticut Patrick O'Farell qu'elle a affronté en 1871 dans un match en douze parties qu'elle perd par cinq victoires à six. Elle a également disputé en janvier 1878 l'une des premières parties par téléphone de l'histoire du jeu.
L'apogée de sa carrière échiquéenne se situe entre 1877 et 1881, période pendant laquelle elle prend part à un match par correspondance entre les États-Unis et l'Angleterre, l'International Postal Card Chess Tourney. Bien que peu connue, elle est appariée face à George Gossip ; elle remporte ses quatre parties, annonçant notamment correctement un mat en 21 coups et un mat en 35 coups,. 
On trouve peu de mentions d'Ellen Gilbert passée 1881, probablement du fait de sa vue faiblissante.